# Gaby Estrella (filme)
Gaby Estrella - O Filme  é um filme brasileiro de 2018, dirigido por Claudio Boeckel, baseado na série Gaby Estrella, exibida no canal Gloob.
O filme teve lançamento oficial em 18 de janeiro de 2018.

## Sinopse
A jovem cantora Gaby Estrella (Maitê Padilha) está perdendo espaço no cenário musical para a concorrente Natasha (Luiza Prochet). Para retornar às paradas de sucesso Gaby vai precisar voltar as suas origens, na cidade de interior Vale Mirim. Lá, Gaby vai ter que reacostumar com a vida na fazenda de sua avó Laura Estrella (Regina Sampaio), além de ter que lidar com as encrencas e sabotagens da prima Rita de Cássia (Bárbara Maia). Mas Gaby vai acabar reencontrando algo muito mais importante que a fama, os verdadeiros valores de amizade e família.

## Elenco
| Ator(riz)           | Personagem                |
| ------------------- | ------------------------- |
| Maitê Padilha       | Gabriela Estrella (Gaby)  |
| Bárbara Maia        | Rita de Cássia Estrella   |
| Luisa Prochet       | Natasha                   |
| Rafael Gevú         | Rodolfo Matos Campos (Dô) |
| Regina Sampaio      | Laura Estrella            |
| Adriana Prado       | Patrícia Estrella         |
| Luisa González      | Suellen                   |
| Vitória Masciel     | Mariana                   |
| Nathalia Figueiredo | Juju                      |
| Pedro Paulo Pedral  | Chiquinho                 |
| Carol Murai         | Filó                      |
| René Stern          | Charlie                   |
| Pedro Loques        | Ricardo                   |
| Victor Lamoglia     | Julio                     |
| Alexandre Dacosta   | Prefeito                  |